# Philautus catbaensis
Espèce
Philautus catbaensis est une espèce d'amphibiens de la famille des Rhacophoridae.

## Répartition
Cette espèce set endémique de l'île de Cat Ba au Viêt Nam.

## Étymologie
Son nom d'espèce, composé de catba et du suffixe latin -ensis, « qui vit dans, qui habite », lui a été donné en référence au lieu de sa découverte, l'île de Cat Ba.

## Publication originale
- Milto, Poyarkov, Orlov & Nguyen, 2013 : Two new rhacophorid frogs from Cat Ba Island, Gulf of Tonkin, Vietnam. Russian Journal of Herpetology, vol. 20, p. 287–300.